# Lucas Alcaraz
Luis Lucas Alcaraz González (Granada, 21 juni 1966) is een Spaans voetbaltrainer. In november 2022 werd hij aangesteld als trainer van Ibiza.

## Carrière
Als speler was Alcaraz actief voor Granada. Na zijn actieve loopbaan werd hij als negenentwintigjarige eindverantwoordelijke bij de club. In drie jaar wist hij niet te promoveren met de club en hierna was hij trainer van Almería, waarmee hij degradeerde, en Dos Hermanas. In 2000 werd hij aangesteld bij Recreativo. Na twee seizoenen promoveerde hij met die club naar de Primera División na een afwezigheid van drieëntwintig seizoenen op het hoogste niveau. Het seizoen erop degradeerde Recreativo direct terug maar het bereikte wel de finale van de Copa del Rey, waarin verloren werd van RCD Mallorca. Hierna had Alcaraz achtereenvolgens korte periodes bij Racing Santander, Xerez, Real Murcia, opnieuw Recreativo, Córdoba en opnieuw Almería.
In december 2012 en januari 2013 was hij even eindverantwoordelijk bij het Griekse Aris Saloniki. Hierop keerde hij terug in Spanje, bij Granada. In oktober 2014 stelde Levante de oefenmeester aan. Na een jaar zette de club hem weer op straat. Op 11 juni 2016 stelde Elche hem aan als hoofdtrainer. Zes dagen later besloot Alcaraz het dienstverband toch niet instappen. Granada stelde hem in oktober daarop voor de derde maal aan als trainer. In april 2017 ontsloeg de club hem vanwege teleurstellende resultaten. Twee dagen na zijn ontslag stelde de Algerijnse voetbalbond hem aan als bondscoach van het nationale elftal. Op woensdag 18 oktober volgde zijn ontslag wegens de slechte resultaten in de WK-kwalificatie. Hij werd opgevolgd door oud-international Rabah Madjer.
Op 3 februari 2020 tekende hij een contract bij Albacete Balompié tot op het einde van het seizoen 2019-2020 met als opdracht de ploeg in de Segunda División A te handhaven Toen dit met een zestiende plaats lukte, werd zijn contract naar het seizoen 2020-2021 verlengd. Na vijf wedstrijden telde de ploeg slechts één punt en bevond ze zich op de voorlaatste plaats. Redenen genoeg om de coach op 13 oktober 2020 aan de deur te zetten. Op 28 november 2022 tekende hij een contract bij Ibiza, de hekkensluiter van de Segunda División A. Hij was tijdens het lopende seizoen reeds de vierde coach van de ploeg.